# 烏索利耶區

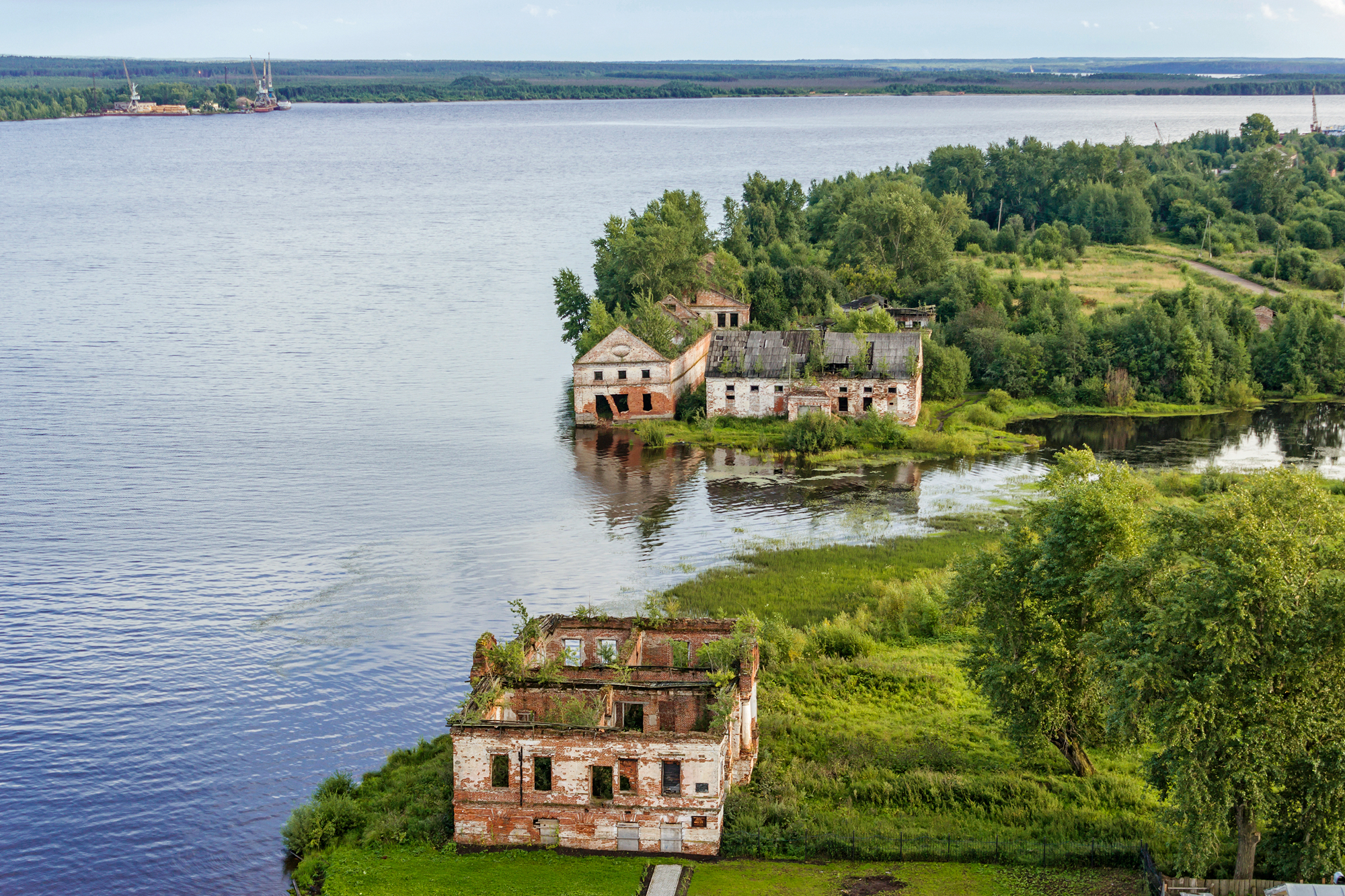

59°22′08″N 55°44′53″E / 59.369°N 55.748°E
烏索利耶區（俄语：Усольский район），是俄羅斯的一個區，位於該國中西部，由彼爾姆邊疆區負責管轄，始建於1940年8月，面積4,666平方公里，2010年人口14,232，人口密度每平方公里3.05人。